# Мечеть Агунг Демак
Мечеть Агунг Демак, Демацька Соборна Мечеть — одна з найстаріших мечетей в Індонезії, розташована в центрі міста Демак, Центральна Ява, Індонезія. Як вважають, побудована Валі Сонго (дев'ятьма релігійними лідерами) під час першого правителя Султанату Демак, Радена Пата в 15 столітті.
Ця мечеть - доказ слави, досягнутої Демаком Бінтором, правителем першої ісламської держави на Яві.

## Особливості мечеті
Мечеть Агунг Демак – класичний приклад традиційної яванської мечеті. На відміну від мечетей на Близькому Сході, вона збудована з деревини. Дах підтримано чотирма величезними стовпами з тику. Є досить маленькою, порівняно з багатьма сучасними індонезійськими мечетями. Дах мечеті показує багато спільних, схожих рис з дерев'яними релігійними будовами, що залишилися у спадок від індусько-буддистських цивілізацій Яви та Балі. Головний вхід мечеть складається з двох дверей, вирізаних з мотивами квітів, ваз, корон і голів тварин з відкритим ротом, що широко має зуби. Сказано, що картина зображує виявлений грім, упійманий Кі Агенг Село, отже, назва дверей Lawang Bledheg (двері грому).

## Різьблення та історичні реліквії
Різьблені фігурки на вхідних дверях також інтерпретуються відповідно до хронограми, заснованої на місячному обчисленні як Naga mulat salira wani, що означає Рік Сака 1388 або 1466 нашої ери, як рік початку існування мечеті.
Передня стіна мечеті встелена шістдесятьма шістьма плитками з порцеляни. Ці витончені сині та білі плитки, як вважають, походять з Чампи, що в сучасному В'єтнамі, королівстві, з яким у колишнього конкурента Демака — Маджапагіта були великі торгові контакти. Згідно з деякими повідомленнями, ці плитки були викрадені від палацу Султана Маджапахіта і пізніше були додані до інтер'єру мечеті.
У мечеті є багато історичних залишків та унікальних речей, таких як Сака Татал, Максурах тощо. буд. Крім цього, в прилеглій до мечеті території є могили султанів Демака та музей.